# Diego Herner
Diego Armando Hérner (Gualeguaychú, Entre Ríos; 31 de julio de 1983) es un exfutbolista argentino que jugaba como defensa.

## Clubes
| Club                   | País      | Temporada   | Div. |    |   |
| ---------------------- | --------- | ----------- | ---- | -- | - |
| Gimnasia y Esgrima     | Argentina | 2001 - 2007 | 1.ª. | -  | - |
| Banfield               | Argentina | 2007 - 2008 | 1.ª. | 6  | 2 |
| Huracán                | Argentina | 2008        | 1.ª. | 1  | 0 |
| Cerro Porteño          | Paraguay  | 2009 - 2010 | 1.ª. | 11 | 0 |
| San Lorenzo            | Argentina | 2010 - 2011 | 1.ª. | 5  | 0 |
| Las Palmas             | España    | 2011 - 2012 | 2ª.  | 6  | 2 |
| Independiente Medellín | Colombia  | 2012 - 2015 | 1.ª. | 37 | 2 |
| América de Cali        | Colombia  | 2016 - 2018 | 1.ª. | 24 | 2 |
| Alvarado               | Argentina | 2019        | 3ª.  | 2  | 0 |
| Guillermo Brown        | Argentina | 2019 - 2020 | 2ª.  | 1  | 0 |

## Estadísticas
| Club                   | Temporada           | Liga  | Liga  | Copa Nacional | Copa Nacional | Copa Internacional | Copa Internacional | Total | Total |
| Club                   | Temporada           | Part. | Goles | Part.         | Goles         | Part.              | Goles              | Part. | Goles |
| ---------------------- | ------------------- | ----- | ----- | ------------- | ------------- | ------------------ | ------------------ | ----- | ----- |
| Gimnasia y Esgrima     | 2001-07             | 110   | 4     | —             | —             | 7                  | 1                  | 117   | 5     |
| Gimnasia y Esgrima     | Total               | 110   | 4     | 0             | 0             | 7                  | 1                  | 117   | 5     |
| Banfield               | 2007-08             | 32    | 1     | —             | —             | —                  | —                  | 32    | 1     |
| Banfield               | Total               | 32    | 1     | 0             | 0             | 0                  | 0                  | 32    | 1     |
| Huracán                | 2008                | 17    | 1     | —             | —             | —                  | —                  | 17    | 1     |
| Huracán                | Total               | 17    | 1     | 0             | 0             | 0                  | 0                  | 17    | 1     |
| Cerro Porteño          | 2009                | 30    | 1     | —             | —             | 8                  | 1                  | 38    | 2     |
| Cerro Porteño          | 2010                | 17    | 1     | —             | —             | 4                  | 0                  | 21    | 1     |
| Cerro Porteño          | Total               | 47    | 2     | 0             | 0             | 12                 | 1                  | 59    | 3     |
| San Lorenzo            | 2010-11             | 11    | 0     | —             | —             | —                  | —                  | 11    | 0     |
| San Lorenzo            | Total               | 11    | 0     | 0             | 0             | 0                  | 0                  | 11    | 0     |
| Las Palmas             | 2011-12             | 29    | 0     | 1             | 0             | —                  | —                  | 30    | 0     |
| Las Palmas             | Total               | 29    | 0     | 1             | 0             | 0                  | 0                  | 30    | 0     |
| Independiente Medellín | 2012                | 17    | 1     | —             | —             | —                  | —                  | 17    | 1     |
| Independiente Medellín | 2013                | 33    | 2     | 5             | 0             | —                  | —                  | 38    | 2     |
| Independiente Medellín | 2014                | 23    | 0     | 6             | 0             | —                  | —                  | 29    | 0     |
| Independiente Medellín | 2015                | 15    | 0     | 1             | 0             | —                  | —                  | 16    | 0     |
| Independiente Medellín | Total               | 88    | 3     | 12            | 0             | 0                  | 0                  | 100   | 3     |
| América de Cali        | 2016                | 28    | 2     | 4             | 0             | —                  | —                  | 32    | 2     |
| América de Cali        | 2017                | 33    | 1     | 1             | 0             | —                  | —                  | 34    | 1     |
| América de Cali        | 2018                | 13    | 0     | —             | —             | 2                  | 0                  | 15    | 0     |
| América de Cali        | Total               | 74    | 3     | 5             | 0             | 2                  | 0                  | 81    | 3     |
| Alvarado               | 2019                | 16    | 2     | —             | —             | —                  | —                  | 16    | 2     |
| Alvarado               | Total               | 16    | 2     | 0             | 0             | 0                  | 0                  | 16    | 2     |
| Guillermo Brown        | 2019-20             | 15    | 0     | —             | —             | —                  | —                  | 15    | 0     |
| Guillermo Brown        | Total               | 15    | 0     | 0             | 0             | 0                  | 0                  | 15    | 0     |
| Total en su carrera    | Total en su carrera | 439   | 16    | 18            | 0             | 21                 | 2                  | 478   | 18    |

## Palmarés

### Campeonatos nacionales
| Título          | Club            | País     | Año  |
| --------------- | --------------- | -------- | ---- |
| Torneo Apertura | Cerro Porteño   | Paraguay | 2009 |
| Primera B       | América de Cali | Colombia | 2016 |